# 갤러뎃 대학교
갤러뎃 대학교(Gallaudet University)는 워싱턴 D.C.에 위치한 청각 장애인과 농아의 교육을 위한 연합 공인 대학교이다.

## 같이 보기
- 미국청각장애인학교
- 미국 수화
- 윌리엄 스토키